# Tom Hardy
Edward Thomas (Tom) Hardy (Hammersmith, Londen, 15 september 1977) is een Engelse acteur. Hij speelde in onder meer Bronson, Star Trek: Nemesis, Inception, The Dark Knight Rises, Mad Max: Fury Road, Locke, The Revenant en Venom.

## Carrière
Hardy begon zijn carrière met oorlogsdrama's, met als eerste werk de miniserie Band of Brothers. Hij maakte zijn debuut in Ridley Scotts oorlogsthriller Black Hawk Down uit 2001.
In 2002 verscheen Hardy in Dot the i. Daarna reisde hij naar Noord-Afrika voor de film Simon: An English Legionnaire. In datzelfde jaar vergaarde Hardy veel internationale bekendheid met zijn rol in Star Trek Nemesis. Vervolgens reisde hij terug naar Engeland om te spelen in LD 50 Lethal Dose, een film uit 2003.
In 2003 werd Hardy genomineerd voor de London Evening Standard Theatre Award als nieuwkomer voor zijn optredens in Blood en In Arabia We'd All Be Kings. Hij werd in 2004 ook genomineerd voor de Laurence Olivier Award als meest veelbelovende nieuwkomer.
In 2005 verscheen Hardy in een miniserie van de BBC getiteld The Virgin Queen, als Robert Dudley, een vriend uit de jeugd van Elizabeth I. In de miniserie hebben zij een platonische maar hevige romantische relatie.
In 2007 speelde Hardy in een televisiefilm gebaseerd op een waargebeurd verhaal, getiteld Stuart: A Life Backwards, van BBC Two. Hij speelde de hoofdrol van Stuart Shorter. In 2008 verscheen hij in Guy Ritchies film over de Londense gangsters, RocknRolla, en in de film Bronson.
Hardy speelde in drie films van Christopher Nolan: The Dark Knight Rises (als Bane), Inception (als Eames) en Dunkirk (als Farrier).
In maart 2013 was hij te zien bij Discovery Channel. In het programma Driven to Extremes reed hij samen met Mika Salo (oud-Formule 1-coureur) onder extreme omstandigheden in een jeep.
In 2016 werd hij genomineerd voor een Oscar voor beste mannelijke bijrol voor zijn acteerprestatie in The Revenant (2015).

## Biografie
Hardy werd geboren als enig kind in de Londense wijk Hammersmith en groeide op in de buitenwijk East Sheen. Hij werd opgeleid aan de Richmond Drama School en later aan het Drama Centre Londen. Hardy vocht vanaf zijn twintigste zes jaar tegen alcohol- en drugsverslaving.
Hardy was van 1999⁠ tot ⁠2004 getrouwd met Sarah Ward. Uit een latere relatie met Rachael Speed heeft hij een zoon. In 2014 trouwde hij met Charlotte Riley, die hij ontmoet had bij de opnamen van de miniserie Wuthering Heights (2009). In oktober 2015 werd hun eerste gezamenlijke kind geboren, in december 2018 volgde hun tweede.

## Filmografie
| Jaar      | Film                               | Rol                               | Opmerkingen     |
| --------- | ---------------------------------- | --------------------------------- | --------------- |
| 2001      | Band of Brothers                   | Pfc. John Janovek                 | tv-miniserie    |
| 2001      | Black Hawk Down                    | Twombly                           |                 |
| 2002      | Star Trek: Nemesis                 | Praeter Shinzon                   |                 |
| 2003      | dot the i                          | Tom                               |                 |
| 2003      | The Reckoning                      | Straw                             |                 |
| 2003      | LD 50 Lethal Dose                  | Matt                              |                 |
| 2004      | Layer Cake                         | Clarkie                           |                 |
| 2005      | Batter Up                          |                                   | korte videofilm |
| 2005      | Colditz                            | Jack Rose                         | televisieserie  |
| 2005      | EMR                                | Henry                             | tv-film         |
| 2005      | The Virgin Queen                   | Robert Dudley                     | tv-miniserie    |
| 2005      | Gideon's Daughter                  | Andrew                            | tv-film         |
| 2006      | Sweeney Todd                       | Matthew                           | tv-film         |
| 2006      | A for Andromeda                    | John Fleming                      | tv-film         |
| 2006      | Minotaur                           | Theo                              |                 |
| 2006      | Marie Antionette                   | Raumont                           |                 |
| 2006      | Scenes of a Sexual Nature          | Noel                              |                 |
| 2007      | Flood                              | Zack                              | tv-film         |
| 2007      | Stuart: A Life Backwards           | Stuart Shorter                    | tv-film         |
| 2007      | WΔZ                                | Pierre Jackson                    |                 |
| 2007      | Cape Wrath                         | Jack Donnely                      | televisieserie  |
| 2007      | The Inheritance                    | Dad                               |                 |
| 2007      | Oliver Twist                       | Bill Sikes                        | tv-miniserie    |
| 2008      | RocknRolla                         | Handsome Bob                      |                 |
| 2008      | Bronson                            | Charles Bronson /Michael Peterson |                 |
| 2008      | Wuthering Heights                  | Heathcliff                        | tv-miniserie    |
| 2009      | Thick as Thieves                   | Det. Michaels                     |                 |
| 2009      | Wuthering Heights                  | Heathcliff                        | tv-miniserie    |
| 2009      | The Take                           | Freddie                           | televisieserie  |
| 2010      | Inception                          | Eames                             |                 |
| 2010      | Sergeant Slaughter, My Big Brother | Dan                               | korte film      |
| 2011      | Warrior                            | Tommy Riordan/Conlon              |                 |
| 2011      | Tinker Tailor Soldier Spy          | Ricki Tarr                        |                 |
| 2012      | This Means War                     | Tuck Hansen                       |                 |
| 2012      | The Dark Knight Rises              | Bane                              |                 |
| 2012      | Lawless                            | Forrest Bondurant                 |                 |
| 2013      | Locke                              | Ivan Locke                        |                 |
| 2014      | The Drop                           | Bob Saginowski                    |                 |
| 2014-2022 | Peaky Blinders                     | Alfie Solomons                    | televisieserie  |
| 2015      | Child 44                           | Leo Demidov                       |                 |
| 2015      | Mad Max: Fury Road                 | Max Rockatansky                   |                 |
| 2015      | Legend                             | Ronald Kray/Reginald Kray         |                 |
| 2015      | The Revenant                       | Fitzgerald                        |                 |
| 2017      | Taboo                              | James Delaney                     | televisieserie  |
| 2017      | Dunkirk                            | Farrier                           |                 |
| 2018      | Venom                              | Eddie Brock / Venom               |                 |
| 2020      | Capone                             | Al Capone                         |                 |
| 2021      | Venom: Let There Be Carnage        | Eddie Brock / Venom               |                 |
| 2021      | Spider-Man: No Way Home            | Eddie Brock / Venom               | cameo           |
| 2023      | The Bikeriders                     | Johnny                            |                 |
| 2024      | Venom: The Last Dance              | Eddie Brock / Venom               |                 |